# Póros
Póros (řecky Πῶρος) byl starověký indický král, jehož území leželo v oblasti dnešního Paňdžábu na Indickém subkontinentu mezi řekami Džihlam a Čanáb. Údajně byl legendárním válečníkem s výjimečnými schopnostmi. Póros prohrál v bitvě u Hydaspés (326 př. n. l.) s Alexandrem Velikým na jeho tažení do Indie. Boj se nejspíš odehrál na místě současné vesnice Mong v Paňdžábu na území Pákistánu. Král Póros není zmíněn v žádném dostupném staroindickém zdroji, ale známe ho jen ze zpráv starořeckých historiků, kteří  popsali bitvu a následky Alexandrova vítězství. 
Po porážce a zadržení Póra se prý Alexandr zajatce zeptal, jak by s ním měl zacházet. Póros, přestože byl poražen, hrdě prohlásil, že by chtěl, aby se s ním zacházelo jako s králem. Alexandr tím byl údajně tak ohromen, že Póra nejen dosadil za satrapu jeho vlastního království, ale také mu poskytl vládu nad zeměmi na jihovýchodě, které se táhly až k Bjásu. Póros údajně zemřel někdy mezi roky 321 a 315 před naším letopočtem.